# Secteur pavé de Bourghelles à Wannehain
Le secteur pavé de Bourghelles à Wannehain est un secteur pavé de la course cycliste Paris-Roubaix situé dans la commune de Bourghelles avec une difficulté actuellement classée trois étoiles 
En 2017, il fait encore partie du parcours.
En 2022, le secteur est renommé secteur Frédéric Guesdon.

## Caractéristiques
- Longueur : 1 100 mètres
- Difficulté : 3 étoiles
- Secteur n° 6 (avant l'arrivée)

Il est composé de deux parties : le Pavé des 4 chemins long de 500 mètres et le Pavé du Calvaire long de 600 mètres, les deux séparés par un carrefour.

## Galerie photos

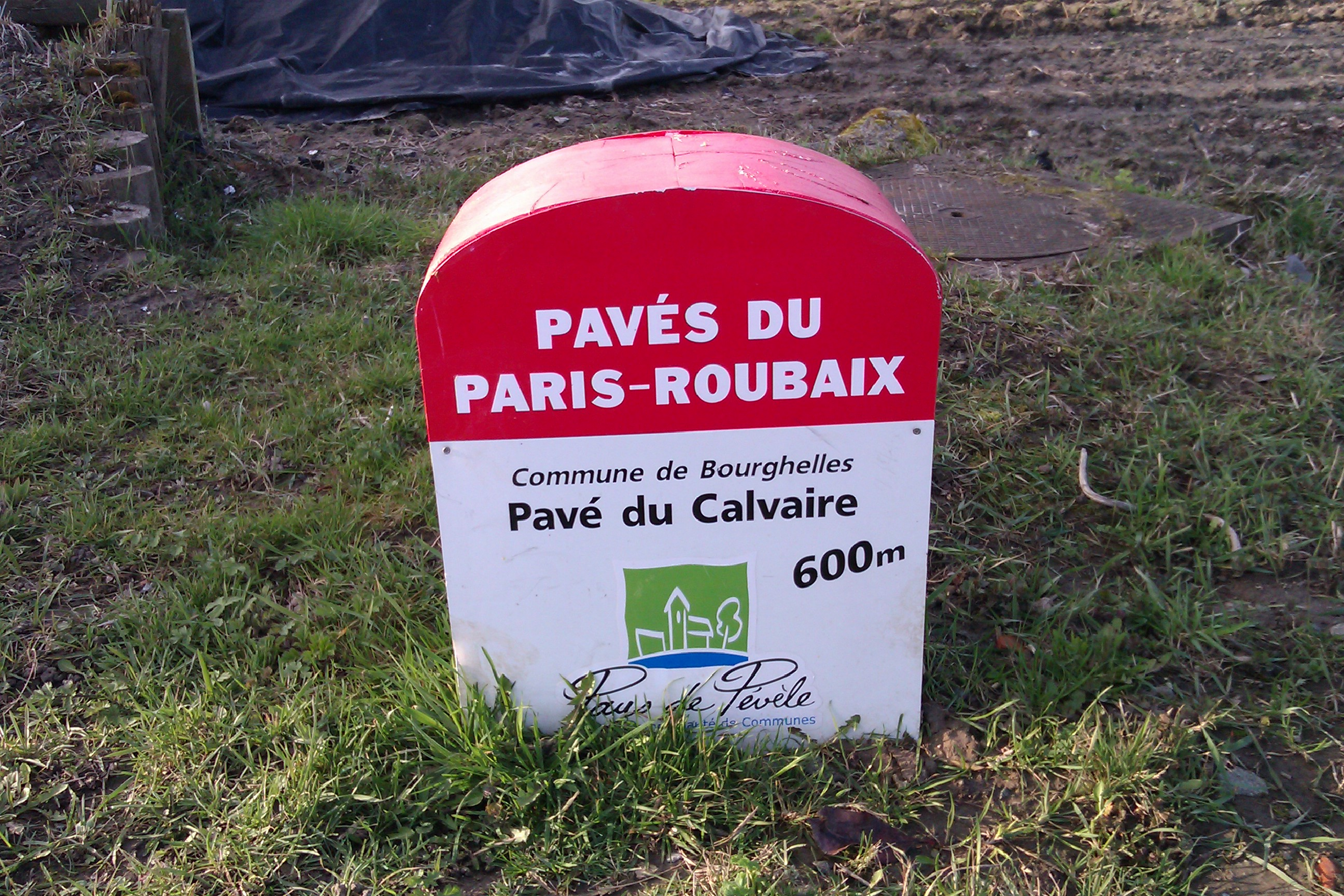
2nde partie du secteur (pavé du Calvaire)
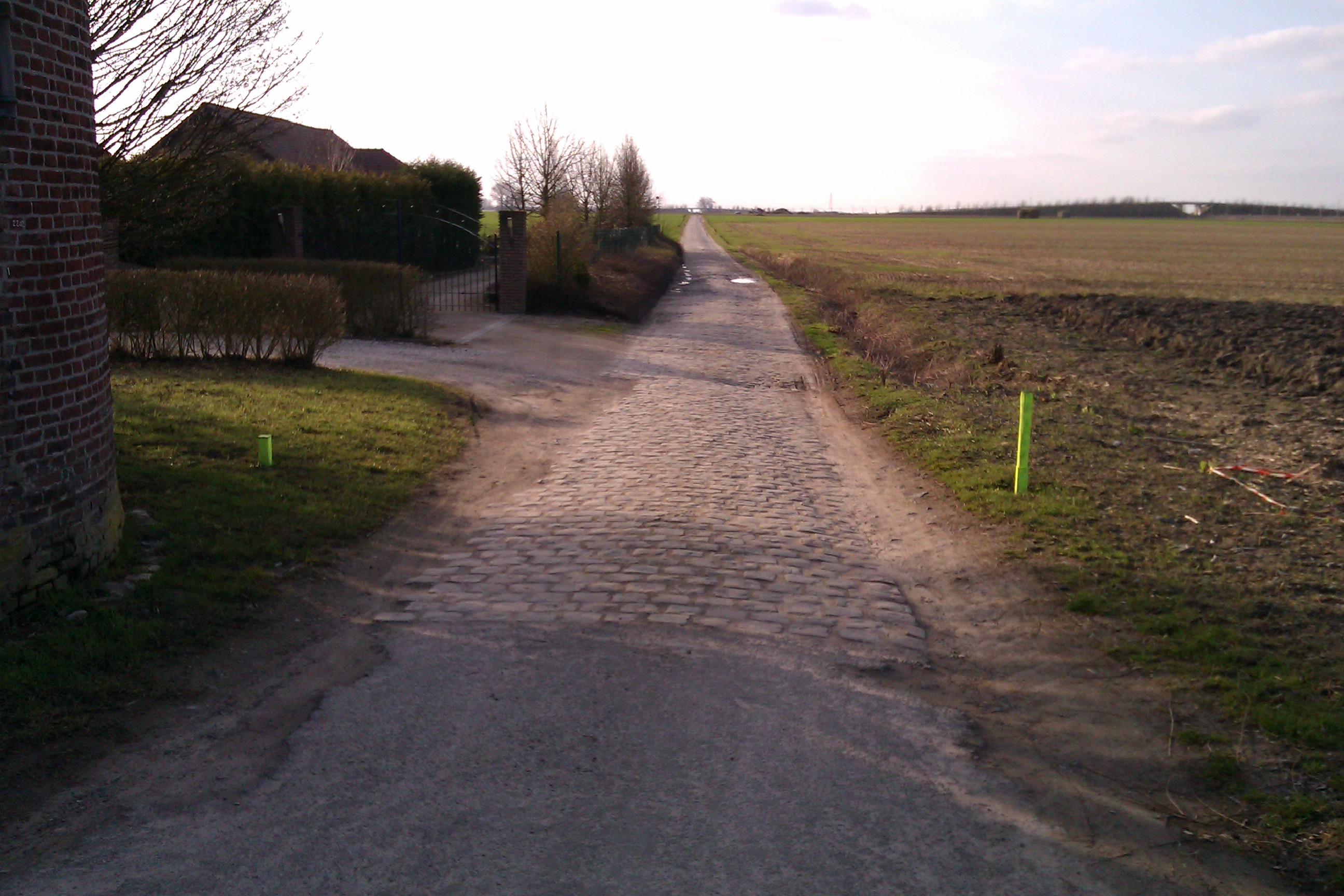
fin du secteur
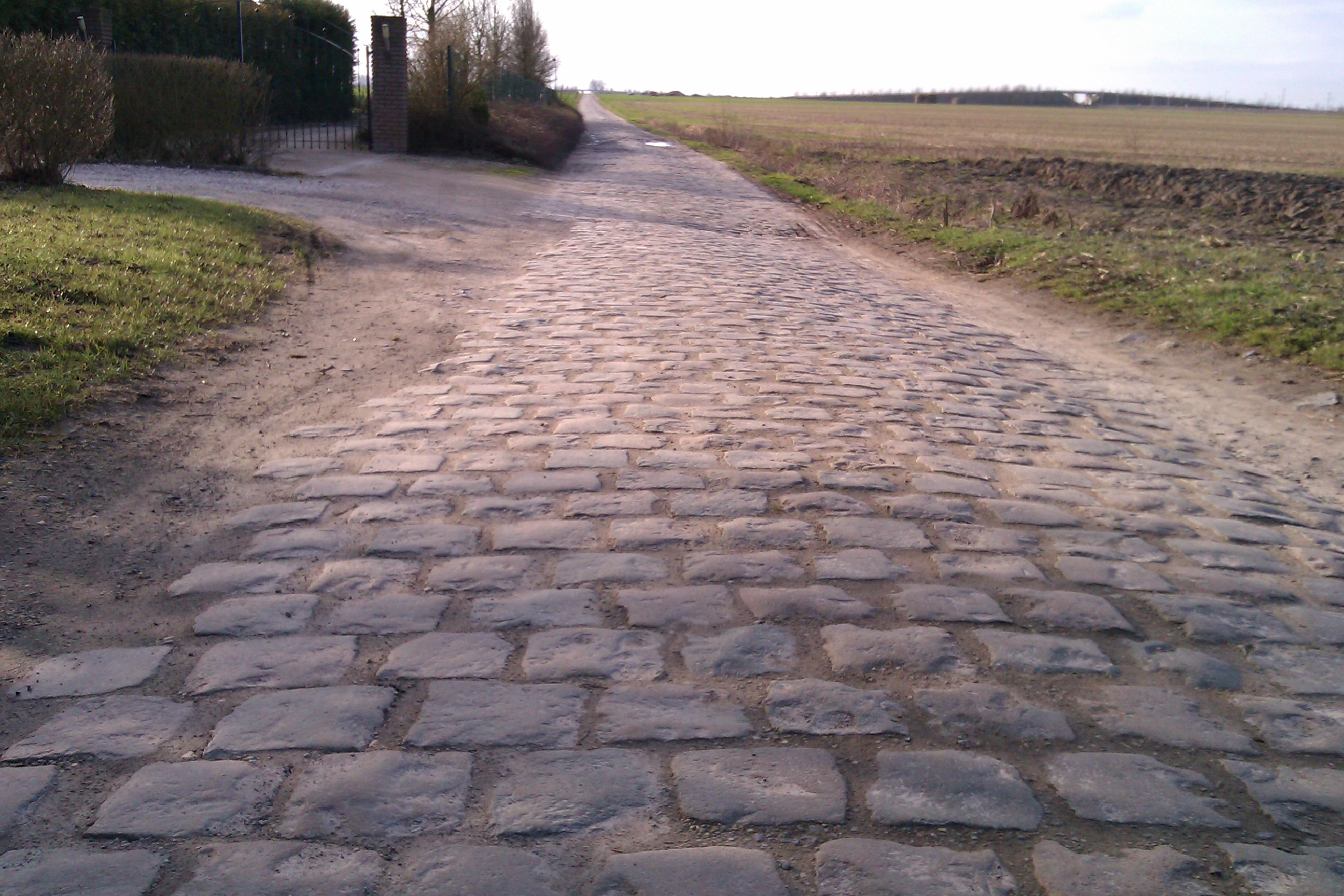
Vue des pavés
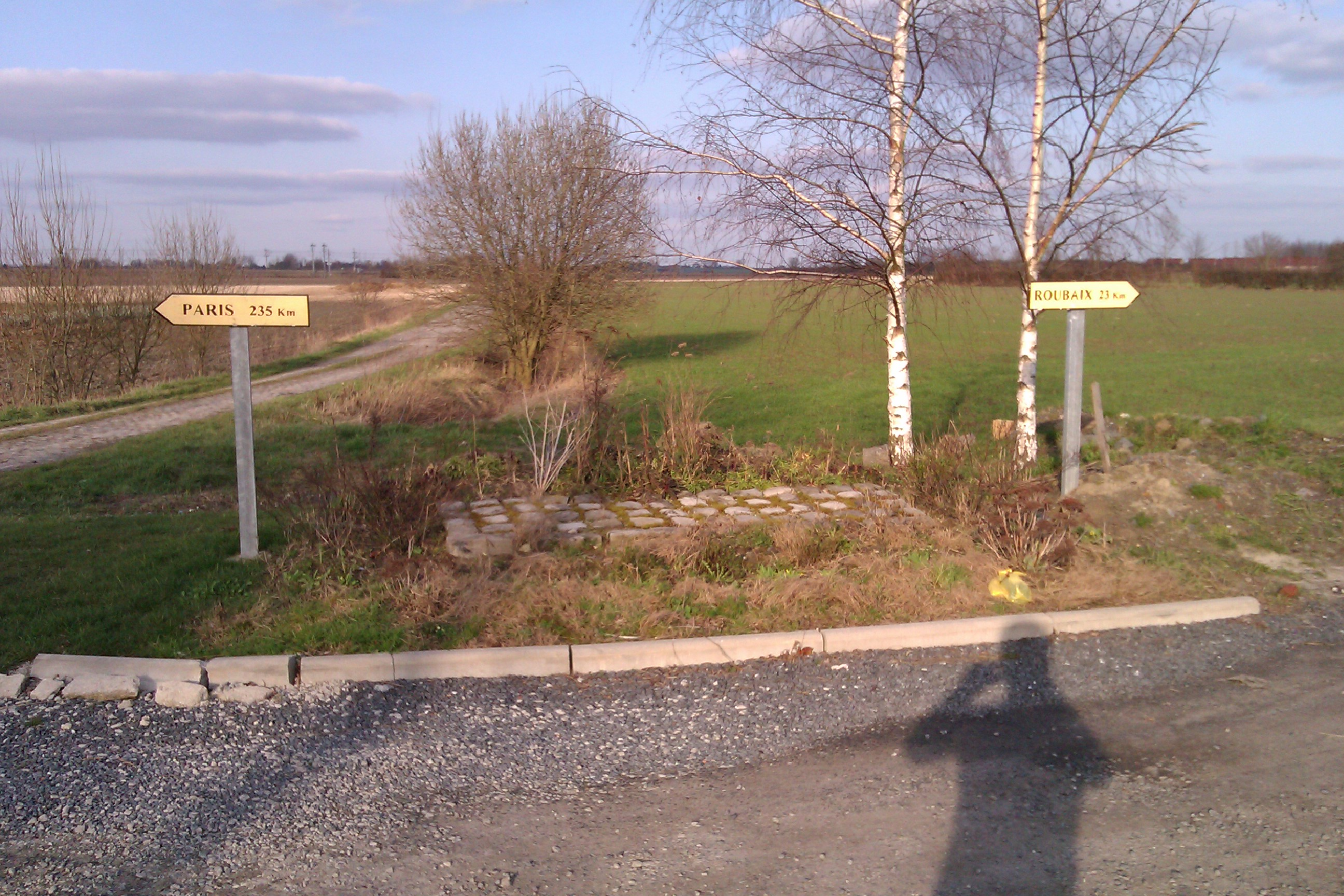
Panneaux de signalisation à la fin du secteur